# Alin Petrache
Adrian-Alin Petrache (n. 29 octombrie 1976, București, România) este un politician român, deputat în Parlamentul României în mandatul 2012-2016 din partea PSD București.

## Biografie
El a fost jucător de rugby. A jucat pentru naționala de rubgy a României 1998 si 2004. În 2009 a fost ales președinte al Federației Române de Rugby.
Alin Petrache a fost ales în funcția de președinte al Comitetului Olimpic și Sportiv Român (COSR) în locul lui Octavian Morariu, care a demisionat la data de 15 aprilie 2014.
Pe 11 iunie 2014, Alin Petrache și-a anunțat demisia din funcția de deputat, spunând că dorește să se dedice asupra activității de la COSR. A demisionat din funcția de președinte al COSR în august 2016.
În august 2016 a fost acuzat de suspiciuni de plagiat în cazul a trei lucrări scrise de Petrache.